# زقين سميك القرون
زقين سميك القرون (الاسم العلمي:Diascia pachyceras) هو نوع من النباتات يتبع جنس الزقين من الفصيلة الغدبية.